# Corona, California
Corona, California là một thành phố thuộc quận Riverside trong tiểu bang California, Hoa Kỳ. Thành phố có tổng diện tích 103,5 km2, trong đó diện tích đất là 38,8 dặm vuông Anh (100 km2). Theo điều tra dân số Hoa Kỳ năm 2010, thành phố có dân số 152.374 người, là thành phố đông dân thứ 152 tại Hoa Kỳ và thành phố lớn thứ 32 bang California năm 2010.